# Biserica de lemn din Fichitești
Biserica de lemn "Sfântul Gheorghe" din satul Fichitești, aparținând de Comuna Podu Turcului, Bacău, datează din anul 1813, fiind ctitoria lui Ioan și a Victoriei Cuza.
Biserica se găsește pe Lista Monumentelor Istorice din anul 2004 la numărul 228, având codul  BC-II-m-B-00833 . 
A fost tencuită atât în interior, cât și în exterior. Exteriorul a fost tencuit ultima dată la începutul anilor '90.